# ابروکومس (ساتراپ عبر-ناری)

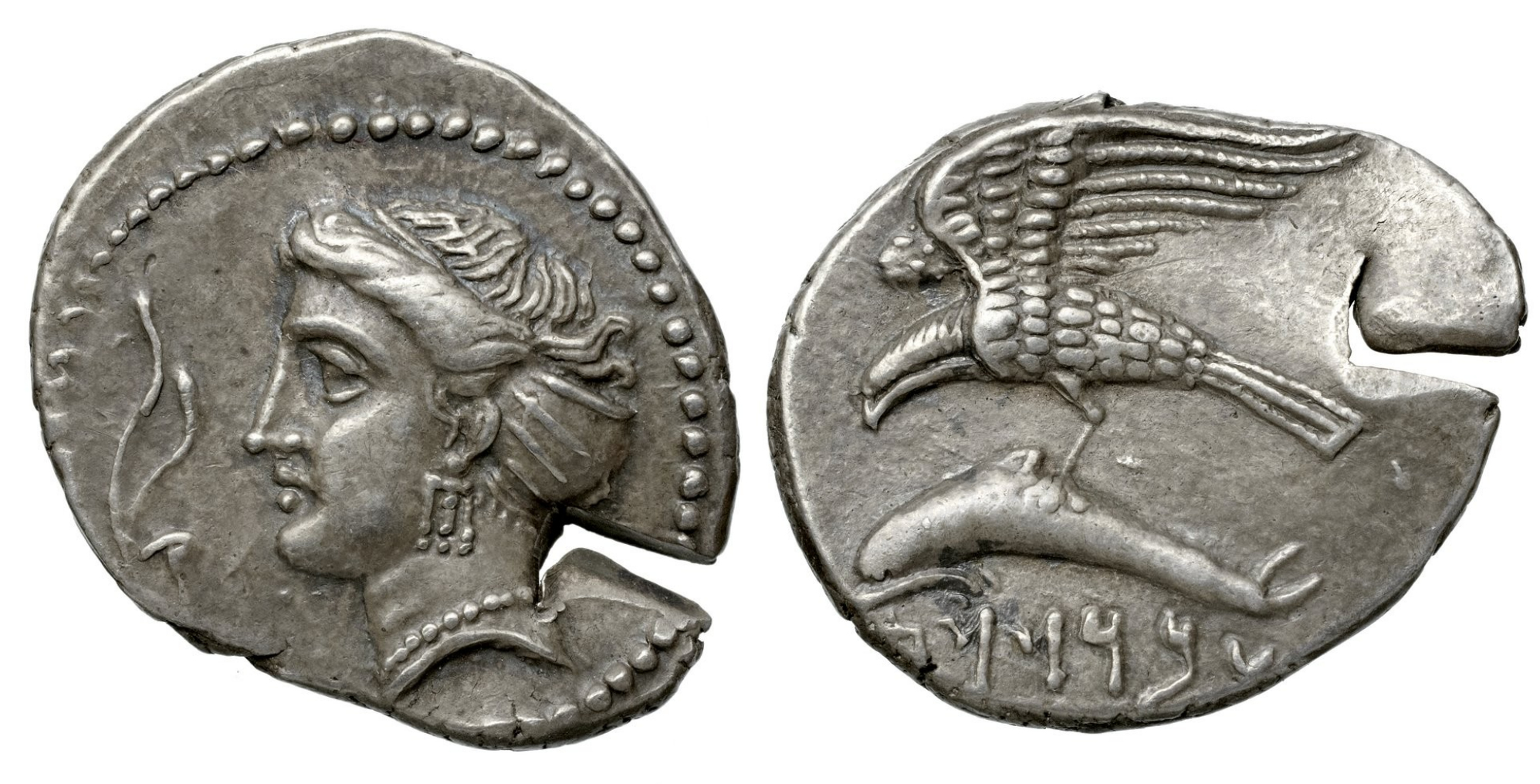

ابروکومس (انگلیسی: Abrocomas)، ساتراپ پارسی سوریه و فرمانده سپاه هخامنشی در زمان پادشاهی اردشیر دوم بود. در زمان او، مصری‌ها علیه پارسی‌های مسلط بر خود، شوریدند. از این رو، او لشگری برای تسخیر مجدد مصر آماده کرد. اما در همان سال، کوروش جوان علیه اردشیر دوم شورید و ابروکومس، به بابل رفت تا شاه پارسی را یاری رساند. او پس از اتمام نبرد کوناکسا (Cunaxa) رسید. در بین سال‌های ۳۸۹–۳۸۷ پیش از میلاد، ابروکوموس و فارنابازوس و تیثرائوستز، دیگر فرماندهان پارسی، اقدام بی‌حاصل جهت تسخیر مصر انجام دادند.